# 大来镇
大来镇，是中华人民共和国黑龙江省佳木斯市郊区下辖的一个乡镇级行政单位。

## 行政区划
大来镇下辖以下地区：
大来村、复兴村、富民村、南城子村、庆丰村、山音村、胜利村、卧龙村、兴华村、中大村、中胜村、大来林场和新村奶牛哺育场生活区。